# Sveriges herrlandslag i cricket

Sveriges flagga

Sveriges herrlandslag i cricket representerar Sverige i cricket för herrar, och kontrolleras av Svenska Cricketförbundet. Första matchen spelades i Korfu mot Portugal den 13 september 1999.
Sverige blev affiliated medlem av ICC 1997. och deltog i ECC Trophy och gick till semifinal 1999 och slutade på tionde och sista plats 2001.